# Drobni tisk
Drobni tisk označuje publikacijo, ki obsega največ štiri strani, ali publikacijo, ki ima več strani brez strnjenega besedila. Sem sodijo razglednice, lepaki ali plakati, prospekti, zgibanke, letaki, koledarji, katalogi, gledališki in drugi programi, obrazci, znamke, vizitke, voščila, osmrtnice, navodila, vstopnice, vozovnice, izkaznice, kartice, diplome, plakete, dnevni in vozni redi, urniki, imeniki ipd. Je vrsta knjižničnega gradiva. V tujini sta uveljavljena izraza efemera (efemerno gradivo) ter akcidenčni tisk, ki se v Sloveniji nista uveljavila. 

## Značilnosti
Velja za specifično gradivo, saj se od ostalega gradiva močno razlikuje po obliki, zvrsti, vsebini, načinu nastanka, ciljnih uporabnikih in uporabnosti. Je najštevilčnejše in vsebinsko najbolj raznotero gradivo. Po uporabi ga pogosto zavržemo zaradi nadaljnje neuporabnosti. Ni ga mogoče kupiti, saj ni vključen v običajno knjigotrško mrežo. Izhaja priložnostno. Lahko vsebuje dnevno aktualno vsebino (vabila, reklamno gradivo …), vsebino interne narave (razna glasila podjetij, društev …) ali pa vsebina publikacije določi njegov status (katalogi izdelkov, telefonski imeniki …). Ločimo drobni tisk večjega in manjšega formata. 
Pojavljalo se je vprašanje, ali je drobni tisk sploh vredno zbirati in hraniti, saj je veljal za manj pomembno gradivo s kratkotrajno aktualno vrednostjo. Izkazalo se je, da informacijska in kulturna vrednost drobnega tiska narašča s časovnim odmikom. Ker vsebuje informacije o  vsakdanjem življenju, je lahko koristen vir informacij za raziskovanje duha časa. 

## Pridobivanje in bibliografska obdelava
V Sloveniji sta Narodna in univerzitetna knjižnica in Univerzitetna knjižnica Maribor po Zakonu o obveznem izvodu publikacij (2006) dolžni pridobivati obvezni izvod drobnega tiska. Vsaka od njiju dobi 2 izvoda. Ostale knjižnice lahko v svoje zbirke vključijo le tisti drobni tisk, za katerega se same odločijo. V NUK nekaj drobnega tiska dobijo tudi v dar ali z zamenami. Tudi v tujini so nacionalne knjižnice zakonsko obvezane za hranjenje drobnega tiska. Obstajajo tudi društva zbiralcev drobnega tiska. 
Drobni tisk se lahko obdela posamično ali z zbirnim bibliografskim zapisom. Posamično se ga obdela takrat, ko ima CIP ter izrazit naslov in kolofon z osnovnimi podatki o publikaciji. Pri obdelavi se uporabljajo mednarodni standardi za bibliografski opis. Če ga obdelamo kot monografsko publikacijo, uporabimo ISBD(M), če pa kot neknjižno gradivo, pa uporabimo ISBD(PM), ISBD(CM), ISBD(ER) in/ali ISBD(NBM). Kadar drobni tisk nima CIP-a in strnjenega avtorskega besedila, je veliko lažja obdelava z zbirnim zapisom.

## Zbirka posebnega knjižničnega gradiva – PKG
V Narodni in univerzitetni knjižnici je količinsko največ drobnega tiska zbranega v Zbirki posebnega knjižničnega gradiva, v katero ga redno razvrščajo v obliki zbirnih zapisov. Poleg drobnega tiska vsebuje tudi drugo raznovrstno gradivo. V posameznem zbirnem zapisu je vključenih več deset ali več sto posameznih enot. Zbirajo ga tudi v Kartografski in slikovni zbirki, Glasbeni zbirki, Rokopisni zbirki, Zbirki AV gradiva, Zbirki tiskov Slovencev zunaj RS in v Informacijskem centru za bibliotekarstvo.